# الشركة العامة لموانئ العراق
الشركة العامة لموانئ العراق هي شركة حكومية عراقية تابعة لوزارة النقل في جمهورية العراق، تأسست الشركة في 9 أكتوبر، 1919 وهي تختص بأعمال إدارة الموانئ العراقية والملاحة في المياه الإقليمية والقيام بأعمال الصيانة والحفر في القنوات الملاحية، وتدير الشركة العامة لموانئ العراق كل من ميناء أم القصر، وميناء خور الزبير، وميناء المعقل، وميناء أبو فلوس.

## التاريخ
في 1919 بدأ في تطوير ميناء البصرة بعد أن انتهت الحرب العالمية الأولى
فتم تحويل الميناء من ميناء عسكري للقوات البريطانية إلى ميناء تجاري تحت السيطرة العراقية فتم تطوير الأرصفة وجلب معدات كاملة لتشغيله وإنشاء سقائف ومخازن وأحيطت
المنطقة بسياج حديدي وتشكيل وحدة شرطة للمحافظة على الأمن داخل الميناء.
في عام 1922 أصبحت إدارة الموانئ تحت أشراف وزارة المالية. وفي العام 1931 افتتحت بناية مديرية الموانئ العامة في المعقل بحضور الملك فيصل الأول.
في 1939 تحولت مهمة الأشراف على الميناء إلى وزارة المواصلات والأشغال. ثم أصبحت عام 1956 مصلحة الموانئ العراقية إدارة مستقلة بموجب قانون رقم 40.
في عام 1976 أصبحت الموانئ مؤسسة بالقانون رقم 7، وفي عام 1987 أصبحت الموانئ منشأة ثم تأسست الشركة العامة لموانئ العراق في عام 1997 بموجب قانون الشركات رقم 22.
وبعد احتلال العراق سنة 2003 تدمرت البنى التحتية لموانئ العراق وتعرضت الكثير من منشآتها وآلياتها للسلب والنهب بعد عمليات القصف وتدمير كاملة قامت بها قوات الاحتلال على القطاعات البحرية في أحواض الموانئ داخل المياه الإقليمية العراقية.

## الهيكل التنظيمي
- ميناء أم قصر
- ميناء المعقل
- ميناء أبو فلوس
- ميناء خور الزبير
- ميناء خور العمية
- ميناء البصرة النفطي
- ميناء الفاو الكبير
- ميناء الواصلية
- قسم المسافن والصناعات البحرية
- قسم الشؤون الهندسية
- قسم الشؤون الإدارية المالية
- قسم الشئوون البحرية
- قسم الحفر والمسح البحري
- قسم التخطيط والمتابعة
- قسم المخازن والمشتريات
- قسم الدراسات والبحوث
- قسم المحاسبة الإلكترونية
- قسم التدقيق والرقابة الداخلية
- القسم القانوني
- مركز التدريب البحري
- قسم الإنقاذ البحري
- معهد الموانىء العراقي

## وصلات خارجية
- الموقع الرسمي